# Ливаде
Лива́де (болг. Ливаде) — село в Смолянській області Болгарії. Входить до складу общини Мадан.

## Населення
За даними перепису населення 2011 року у селі проживали 29 осіб.
Національний склад населення села:
| Національність   | Кількість осіб | Відсоток |
| ---------------- | -------------- | -------- |
| болгари          | 17             | 58,6%    |
| інша             | 7              | 24,1%    |
| Всього відповіли | 29             |          |

Розподіл населення за віком у 2011 році:
Динаміка населення: